# Pichau
A Pichau Informática, mais conhecida como Pichau, é um e-commerce de tecnologia, fundado em 2007 por João Carlos Pichau, com sede em Joinville, Santa Catarina. Dona das marcas Mancer, Pichau Gaming, TGT Gaming, Zinnia e Lopetudos.

## História
Em 2006, João Carlos Pichau, empresário, que já tinha experiência na venda de produtos de informática, ao ver o crescimento do comércio de jogos, abriu duas lan houses em Foz do Iguaçu. Mirando expandir seu negócio, João Carlos abriu outras duas lan houses em Joinville, mais tarde as vendendo.
Em 2007, João Carlos fundou um comércio eletrônico na cidade paranaense de Francisco Beltrão, no ramo de informática, porém com problemas de frete e incentivos fiscais, realocou-se para Joinville em 2009.
Após lançar uma plataforma que montava os computadores gamers "do zero", para pessoas que não tinham conhecimento, a "Monte seu PC", a empresa Pichau aumentou em 1000%.
Para credibilizar o negócio, em 2012 a Pichau inaugurou uma loja física, em Joinville, sua primeira e única, porém planejando inaugurar outra.
Atualmente, a Pichau fatura mais de 2 bilhões de reais por ano, tem uma parceria com a Amazon e conta com um centro de distribuição de 50.000m² na área industrial de Joinville.

## Marcas

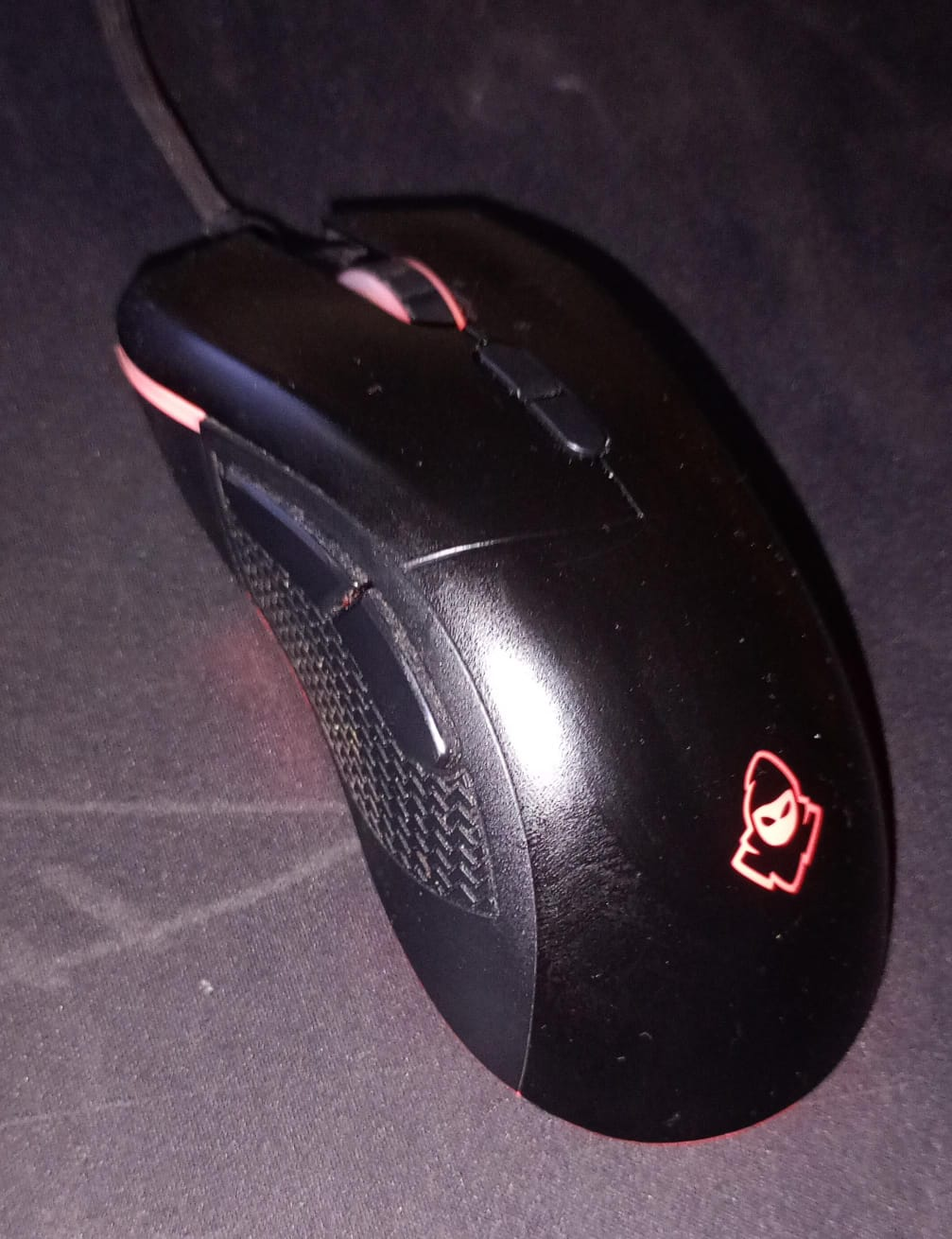
Mouse Mancer Lead 2.

A Pichau, por meio da Pichau Group, é a dona e criadora das linhas de produtos Mancer, Pichau Gaming, TGT Gaming, Zinnia e Lopetudos. Enquanto a Mancer, Pichau Gaming e TGT Gaming seguem o mesmo foco da empresa-mãe Pichau, de vender produtos de informática gamer, a Zinnia é estampada em produtos para escritórios/dia-a-dia, enquanto a Lopetudos é uma marca de produtos para animais de estimação. 
A Pichau também é dona de um portal jornalístico de hardware e e-sports chamado Pichau Arena.